# Mathias Petritsch
Mathias Petritsch (* 11. Oktober 1816 in Oberrain, Gemeinde Finkenstein, Bezirk Villach; † 14. Januar 1882 in Federaun, Gemeinde Villach) war Landwirt und Abgeordneter zum Österreichischen Abgeordnetenhaus.

## Leben
Der 1816 geborene Mathias Petritsch war Sohn des im gleichen Jahr verstorbenen Landwirts Stefan. Ab 1818 übernahm der Landwirt Anton Komployer die Rolle des Stiefvaters. Er wurde ebenfalls Landwirt in Oberrain und blieb zeitlebens ledig.
Am 14. Januar 1882 verunfallte Mathias Petritsch mit dem eigenen Kutschenwagen auf dem Heimweg nach Oberrain bei Fürnitz auf dem äußerst abschüssigen Federaunerbühel. Der Kutscher und eine mitfahrende Frau wurden nicht bzw. sehr leicht verletzt, Herr Petritsch erlitt einen Armbruch und eine Gehirnerschütterung, an der er sofort verstarb.
Mathias Petritsch war von 1870 bis 1878 im Kärntner Landtag (3. und 4. Wahlperiode), Regionen Villach, Rosegg, Paternion.

## Politische Funktionen
Mathias Petritsch war vom 4. November 1873 bis zum 22. Mai 1879 Abgeordneter des Abgeordnetenhauses im Reichsrat (V. Legislaturperiode), Kronland Kärnten, Kurie Landgemeinden 3, Regionen Villach, Rosegg, Paternion, Arnoldstein, Tarvis (damals gehörte das Kanaltal zu Kärnten), Ferlach.

## Klubmitgliedschaften
Mathias Petritsch gehörte dem liberalen, deutschen Fortschrittsklub an.